# Got 'til It's Gone
"Got 'til It's Gone" là một bài hát của nghệ sĩ thu âm người Mỹ Janet Jackson hợp tác với rapper Q-Tip và ca sĩ Joni Mitchell cho album phòng thu thứ sáu của Jackson, The Velvet Rope (1997). Nó được phát hành như là đĩa đơn đầu tiên trích từ album vào ngày 22 tháng 9 năm 1997 bởi Virgin Records. Bài hát được viết lời và ản xuất bởi Jackson, Jam & Lewis, với sự tham gia hỗ trợ viết lời từ René Elizondo, Jr., Mitchell, và Kamaal Ibn Fareed.
"Got 'til It's Gone" nhận được những đánh giá chủ yếu là tích cực từ các nhà phê bình âm nhạc, trong đó họ ca ngợi sự hợp nhất giữa phong cách pop quen thuộc của Jackson với những âm thanh hip-hop. Mặt khác, nhiều người nhận xét nó là "thất vọng" cũng như phê bình sự xuất hiện "dư thừa" của Mitchell. Do không được phát hành làm đĩa đơn thương mại, bài hát đã không xuất hiện trên bảng xếp hạng Billboard Hot 100, tuy nhiên nó vẫn lọt vào các bảng xếp hạng khác của Billboard nhờ lượt yêu cầu trên sóng phát thanh. Trên thị trường quốc tế, "Got 'til It's Gone" lọt vào top 10 ở nhiều thị trường lớn, bao gồm Úc, Đan Mạch, Hà Lan, New Zealand và Vương quốc Anh.
Video ca nhạc của bài hát được đạo diễn bởi Mark Romanek, trong đó Jackson hóa thân thành một ca sĩ phòng trà trong thời kỳ phân biệt chủng tộc ở Nam Phi. Nó được gọi là một "kiệt tác" bởi các nhà phê bình, và giành một giải Grammy cho "Video hình thái ngắn xuất sắc nhất".

## Danh sách bài hát
| Đĩa CD tại châu Âu (VSCDE 1666) 1. Bản Radio – 3:39 2. Mellow Mix – 5:11 Đĩa CD maxi tại châu Âu (7243 8 94600 2 5) Đĩa CD tại Vương quốc Anh (VSCDG 1666) iTunes EP / Đĩa CD quảng cáo tại Nhật (VJCP-12070) 1. Bản Radio – 3:39 2. Mellow Mix – 5:11 3. Nellee Hooper Master Mix – 4:18 4. Mellow Mix Edit – 3:51 5. Bản album – 4:00 Đĩa đơn cassette tại châu Âu (VSC 1666) 1. Morales My Club Mix – 7:48 2. Morales Extended Classic Club Mix – 10:11 3. Morales Def Club Mix – 10:54 Đĩa 12" quảng cáo tại Vương quốc Anh (VSTDJ 1666) 1. Mellow Mix – 5:11 2. Mellow Mix Edit – 3:51 3. Bản album – 4:00 4. Không lời – 4:49 Đĩa 12" đôi tại Vương quốc Anh (VSTX 1666) Đĩa 12" đôi quảng cáo tại Vương quốc Anh (VSTXDJ 1666) 1. Def Club Mix – 10:53 2. Armand Van Helden Speedy Garage Mix – 9:11 3. Def The Bass Mix – 9:12 4. Def Không lời – 8:44 5. Armand Van Helden Bonus Beats – 5:05 | Đĩa 12" tại Vương quốc Anh (VST 1666) 1. Bản album – 4:00 2. Không lời – 4:49 3. Mellow Mix – 5:11 4. Nellee Hooper Master Mix – 4:18 Đĩa 12" quảng cáo tại Mỹ (SPRO-12732) 1. Bản Radio – 3:39 2. Không có Q-Tip – 3:51 3. Không có Rap – 3:38 4. Không lời – 4:49 5. Bản album – 4:00 Đĩa 12" đôi quảng cáo tại Mỹ (SPRO-12768) 1. Def Club Mix – 10:53 2. Def Radio Mix – 3:18 3. Armand Van Helden Speedy Garage Mix – 9:11 4. Nellee Hooper Master Mix – 4:19 5. Mellow Mix – 5:10 6. Ummah's Uptown Saturday Night Mix – 4:23 7. Bản gốc mở rộng – 5:31 8. Ummah Jay Dee's Revenge Mix – 3:45 9. Không lời – 4:49 Đĩa CD quảng cáo tại Canada (CDPROJANCAAV) 1. Mellow Mix – 5:11 2. Nellee Hooper Master Mix – 4:18 |

## Xếp hạng
| Bảng xếp hạng (1997)                   | Vị trí cao nhất |
| -------------------------------------- | --------------- |
| Úc (ARIA)                              | 10              |
| Áo (Ö3 Austria Top 40)                 | 21              |
| Bỉ (Ultratop 50 Flanders)              | 23              |
| Bỉ (Ultratop 50 Wallonia)              | 29              |
| Canada (RPM)                           | 19              |
| Đan Mạch (Tracklisten)                 | 5               |
| Châu Âu (European Hot 100 Singles)     | 6               |
| Phần Lan (Suomen virallinen lista)     | 17              |
| Pháp (SNEP)                            | 11              |
| Đức (Official German Charts)           | 17              |
| Ireland (IRMA)                         | 16              |
| Ý (Musica e dischi)                    | 19              |
| Hà Lan (Dutch Top 40)                  | 6               |
| Hà Lan (Single Top 100)                | 9               |
| New Zealand (Recorded Music NZ)        | 4               |
| Na Uy (VG-lista)                       | 13              |
| Scotland (OCC)                         | 14              |
| Thụy Điển (Sverigetopplistan)          | 6               |
| Thụy Sĩ (Schweizer Hitparade)          | 11              |
| Anh Quốc (OCC)                         | 6               |
| Hoa Kỳ Radio Songs (Billboard)         | 36              |
| Hoa Kỳ Dance Club Songs (Billboard)    | 6               |
| Hoa Kỳ R&B/Hip-Hop Airplay (Billboard) | 3               |
| Hoa Kỳ Rhythmic (Billboard)            | 12              |

| Bảng xếp hạng (1997)                 | Vị trí |
| ------------------------------------ | ------ |
| Australia (ARIA)                     | 74     |
| Europe (European Hot 100)            | 46     |
| France (SNEP)                        | 59     |
| Netherlands (Dutch Top 40)           | 72     |
| Netherlands (Single Top 100)         | 53     |
| New Zealand (Recorded Music NZ)      | 48     |
| Sweden (Sverigetopplistan)           | 37     |
| UK Singles (Official Charts Company) | 66     |

## Chứng nhận
| Quốc gia                                                                           | Chứng nhận | Số đơn vị/doanh số chứng nhận |
| ---------------------------------------------------------------------------------- | ---------- | ----------------------------- |
| Úc (ARIA)                                                                          | Vàng       | 35.000^                       |
| Pháp (SNEP)                                                                        | Bạc        | 250,000*                      |
| New Zealand (RMNZ)                                                                 | Vàng       | 5.000*                        |
| Anh Quốc (BPI)                                                                     | Bạc        | 200.000^                      |
| * Chứng nhận dựa theo doanh số tiêu thụ. ^ Chứng nhận dựa theo doanh số nhập hàng. |            |                               |